# Polycarboxylate

Exemple de structure d'un polycarboxylate

Le polycarboxylate est une famille de polymères, utilisé notamment dans les produits de lessive. Ils sont constitués d'une chaîne carbonée linéaire substituée de nombreuses fonctions carboxylate.